# .it
.it (итал.  Italia) — национальный домен верхнего уровня Италии. Доступна регистрация имен второго и третьего уровня. Управляется компанией Registro.It —  Италия.
Национальный домен верхнего уровня — IT — используется как национальный домен верхнего уровня в стандартах административно-территориального деления территории государства ISO 3166 — (ISO 3166-1, ISO 3166-2, ISO 3166-2:IT) в качестве кода Alpha2, образующего основу геокода административно-территориального деления Италии.

## Требования к регистрируемым доменам
Домены, регистрируемые в доменной зоне .it, должны соответствовать требованиям, предъявляемым регистратором к доменам второго, третьего уровня.

- Минимальная длина имени — 3 символа, максимальная длина имени, части имени, разделённых делителями, не более 63 символов, при максимально разрешённой длине домена до 255 символов, учитывая домен первого уровня — .it.
- Имя домена может состоять из букв латинского алфавита (a-z), цифр (0-9) и тире (минус) (—, -).
- Имя домена может содержать символы расширенной кодировки (à, â, ä, è, é, ê, ë, ì, î, ï, ò, ô, ö, ù, û, ü, æ, oe, ç, ÿ, β).
- Имя домена не может начинаться или заканчиваться символом тире (минусом) (—, -).
- Имя домена не может содержать последовательность двух тире (минусов) подряд (  - -, — -, - —, — —).
- Имя домена не может начинаться с последовательности символов — (x n - -).

## Требования к регистранту доменного имени
Регистрантами могут быть физические и юридические лица, являющиеся резидентами Евросоюза.

## Зарезервированные имена
Зарезервированные, не подлежащие передаче и т.п. имена доменов

- Совпадающие, однокоренные, производные и т.п. от названия государства — Repubblica Italiana — 72 имени.
- Совпадающие, однокоренные, производные, аббревиатуры и т.п. от названия областей Италии — 113 имён.
- Совпадающие, однокоренные, производные, аббревиатуры и т.п. от названия провинций Италии — 291 имя.
- Зарезервированные и не подлежащие передаче — 45 имён.

## Домены 1 уровня
| Домен | Регламентированные пользователи |
| ----- | ------------------------------- |
| .it   | Основной домен первого уровня   |